# Mapanija
Mapanija (lat. Mapania), rod vodenih trajnica iz porodice šiljovki (Cyperaceae), dio je potporodice Mapanioideae. Sastoji se od 100 priznatih vrsta u tropskim krajevima Afrike, Amerike, Azije i Australije

## Vrste
1. Mapania africana Boeckeler
2. Mapania amplivaginata K.Schum.
3. Mapania angustifolia Uittien
4. Mapania archboldii Uittien
5. Mapania arunachalensis G.D.Pal
6. Mapania assimilis T.Koyama
7. Mapania aturensis D.A.Simpson
8. Mapania baccifera C.B.Clarke
9. Mapania balansae (E.G.Camus) T.Koyama
10. Mapania baldwinii Nelmes
11. Mapania ballehensis Miraadila, Shabdin & Meekiong
12. Mapania bancana (Miq.) Ridl.
13. Mapania bauensis Miraadila, Shabdin & Meekiong
14. Mapania borneensis Merr.
15. Mapania bougainvillensis D.A.Simpson
16. Mapania caudata Kük.
17. Mapania coodei D.A.Simpson
18. Mapania coriandrum Nelmes
19. Mapania cuatrecasasii T.Koyama
20. Mapania cuspidata (Miq.) Uittien
21. Mapania debilis C.B.Clarke
22. Mapania effusa (C.B.Clarke) T.Koyama
23. Mapania enodis (Miq.) C.B.Clarke
24. Mapania ferruginea Ridl.
25. Mapania floribunda (Nees ex Steud.) T.Koyama
26. Mapania foxworthyi Merr.
27. Mapania graminea Uittien
28. Mapania hidiriana Miraadila, Shabdin & Meekiong
29. Mapania hispida D.A.Simpson
30. Mapania holttumii J.Kern
31. Mapania imeriensis (Gross) T.Koyama
32. Mapania immersa (Thwaites) Benth. ex C.B.Clarke
33. Mapania insignis Sandwith
34. Mapania ivorensis (J.Raynal) J.Raynal
35. Mapania jongkindii Mesterházy
36. Mapania kadimiana Shabdin, Meekiong & Miraadila
37. Mapania kipas Miraadila, Shabdin & Meekiong
38. Mapania kurzii C.B.Clarke
39. Mapania latifolia Uittien
40. Mapania lentaliffii Miraadila, Shabdin & Meekiong
41. Mapania liberiensis D.A.Simpson
42. Mapania linderi Hutch. ex Nelmes
43. Mapania longiflora C.B.Clarke
44. Mapania lorea Uittien
45. Mapania macrantha (Boeckeler) H.Pfeiff.
46. Mapania macrocephala (Gaudich.) K.Schum.
47. Mapania macrophylla (Boeckeler) H.Pfeiff.
48. Mapania maguireana T.Koyama & Steyerm.
49. Mapania mangenotiana Lorougnon
50. Mapania mannii C.B.Clarke
51. Mapania maschalina J.Kern
52. Mapania meditensis D.A.Simpson
53. Mapania meekiongii Miraadila & Shabdin
54. Mapania micrococca (T.Koyama) D.A.Simpson
55. Mapania micropandanus Holttum
56. Mapania minor (Nelmes) J.Raynal
57. Mapania mirae Shabdin & Meekiong
58. Mapania monostachya Uittien
59. Mapania moseleyi C.B.Clarke
60. Mapania multiflora Shabdin
61. Mapania neblina D.A.Simpson
62. Mapania nudispica T.Koyama
63. Mapania obscuriflora D.A.Simpson
64. Mapania pacifica (Hosok.) T.Koyama
65. Mapania pallescens Lye
66. Mapania palustris (Hassk. ex Steud.) Fern.-Vill.
67. Mapania paradoxa J.Raynal
68. Mapania pedunculata D.A.Simpson
69. Mapania pubisquama Cherm.
70. Mapania purpuriceps (C.B.Clarke) J.Raynal
71. Mapania pycnocephala (Benth.) Benth.
72. Mapania pycnostachya (Benth.) T.Koyama
73. Mapania raynaliana D.A.Simpson
74. Mapania rhynchocarpa Lorougnon & Raynal
75. Mapania richardsii Uittien
76. Mapania rionegrensis D.A.Simpson
77. Mapania rumputensis Shabdin & Meekiong
78. Mapania sapuaniana Shabdin
79. Mapania sembilingensis Miraadila, Shabdin & Meekiong
80. Mapania sessilis Merr.
81. Mapania seychellaria D.A.Simpson
82. Mapania silhetensis C.B.Clarke
83. Mapania soyauxii (Boeckeler) H.Pfeiff.
84. Mapania spadicea Uittien
85. Mapania squamata (Kurz) C.B.Clarke
86. Mapania steyermarkii T.Koyama
87. Mapania sumatrana (Miq.) Benth.
88. Mapania surinamensis Uittien
89. Mapania sylvatica Aubl.
90. Mapania tamdaoensis N.K.Khoi
91. Mapania tenuiscapa C.B.Clarke
92. Mapania tepuiana (Steyerm.) T.Koyama
93. Mapania testui Cherm.
94. Mapania theobromina D.A.Simpson
95. Mapania tonkinensis (E.G.Camus) T.Koyama
96. Mapania unimasiana Shabdin, Meekiong & Miraadila
97. Mapania vitiensis (Uittien) T.Koyama
98. Mapania wallichii C.B.Clarke
99. Mapania zeylanica (Thwaites) Trimen
100. Mapania zinnirahae Miraadila & Meekiong

## Sinonimi
- Apartea Pellegr.
- Cephaloscirpus Kurz
- Langevinia Jacq.-Fél.
- Lepistachya Zipp. ex Miq.
- Mapaniopsis C.B.Clarke
- Pandanophyllum Hassk.
- Thoracostachyum Kurz

## Vanjske poveznice
|  | Zajednički poslužitelj ima još gradiva o temi Mapania |
|  | Wikivrste imaju podatke o taksonu Mapania             |